# Osek (Kněžice)

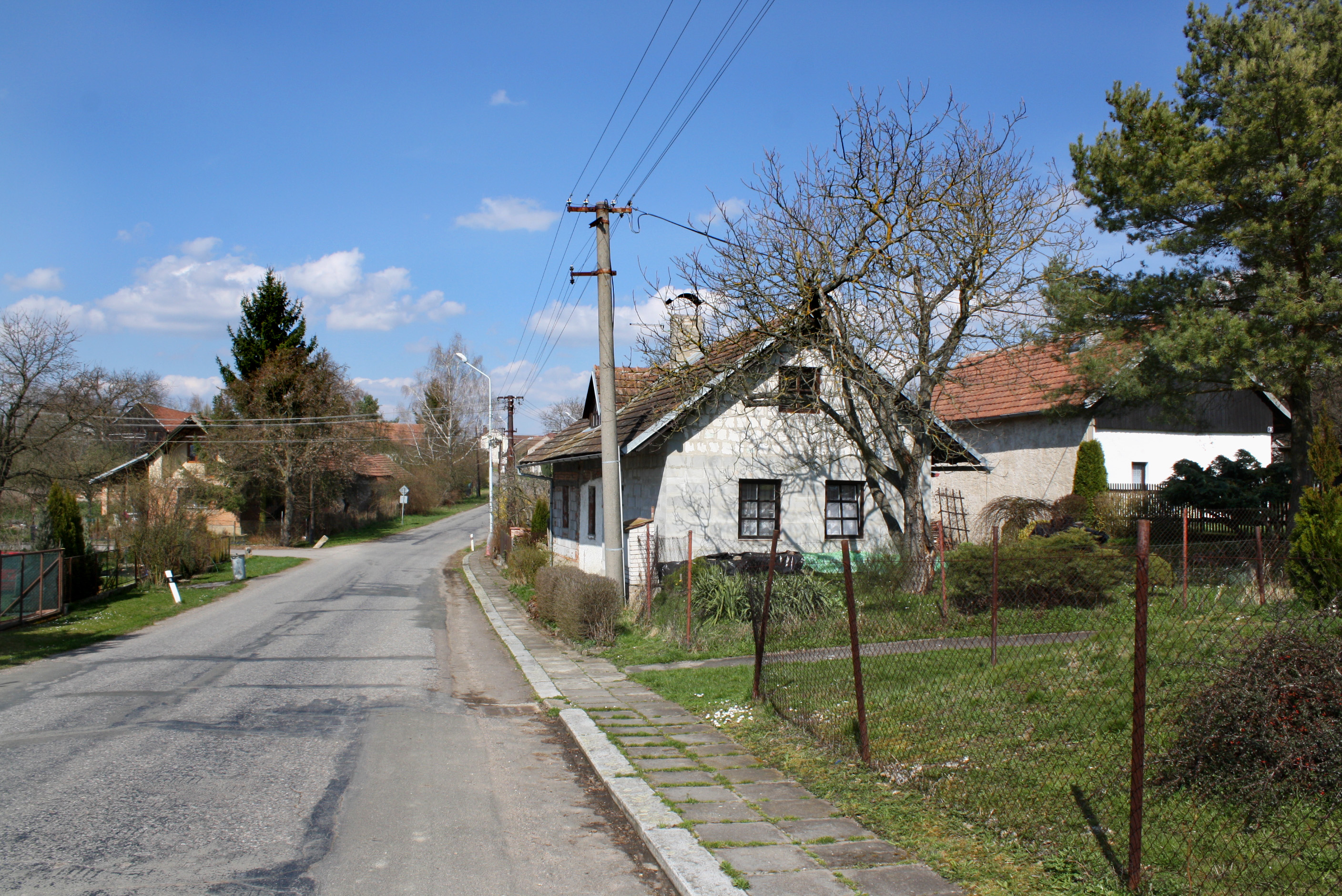
Kněžice, Osek

Osek (deutsch Wosek) ist ein Ortsteil der Gemeinde Kněžice in Tschechien. Er liegt neun Kilometer nordöstlich von Městec Králové und gehört zum Okres Nymburk.

## Geographie
Osek befindet sich an einem Höhenrücken auf der Böhmischen Tafel. Nördlich erheben sich die Hügel „Na Kostele“ (298 m) und der „Na pískách“ (291 m) und Darebnice (248 m).
Nachbarorte sind Sekeřice im Norden, Kozojídky und Vinary im Nordosten, Janovice, Hlušice und Hlušičky im Osten, Žantov, Kamilov und Nový Dvůr im Süden, Kněžice im Südwesten, Dubečno im Westen sowie Dvořiště im Nordwesten.

## Geschichte
Die erste schriftliche Erwähnung von Osek erfolgte im Jahre 1436, als Kaiser Sigismund das Dorf zusammen mit Chroustov, Dubečno und Dvořiště an Havel von Dřevěnice verpfändete. Nachdem die Waldsteiner Osek 1587 zusammen mit dem Dominium Königstädtel erworben hatten, schlossen sie Güter an die Herrschaft Dymokury an.
Im 18. und 19. Jahrhundert wurde der Ort durch seine Naturheilkundler bekannt.
Nach der Aufhebung der Patrimonialherrschaften bildete Vosek ab 1850  eine Gemeinde im Bezirk Poděbrady. Mit Beginn des Jahres 1961 wurde Osek dem Okres Nymburk zugeordnet. Seit 1980 ist das Dorf ein Ortsteil von Kněžice. 1991 hatte der Ort 88 Einwohner. Im Jahre 2001 bestand das Dorf aus 60 Wohnhäusern, in denen 65 Menschen lebten.

## Sehenswürdigkeiten
- Statue der Unbefleckten Empfängnis Mariä, aus dem 19. Jahrhundert
- gusseisernes Kruzifix, aufgestellt im Jahre 1849
- hölzernes Glockentürmchen, vom Ende des 19. Jahrhunderts